# Caserne du Muy
La caserne du Muy est une ancienne caserne militaire du 3e arrondissement de Marseille, construite sous le Second Empire. Elle fut un important centre de transit vers les colonies françaises. Le bâtiment n'a plus d'emploi depuis le départ de l'armée de terre en 2012 mais est toujours propriété du Ministère. 

## Situation
Située dans le 3e arrondissement de Marseille, dans le quartier de la Belle-de-Mai, la caserne du Muy fait partie d'un ensemble de casernes plus vaste, appelé de manière contemporaine Quartier des casernes. Située entre la gare Saint-Charles, au sud-ouest, et la Friche de la Belle-de-Mai au nord-est, la caserne est accolée par l'ancienne manufacture de tabac et bordée au sud-est par le faisceau des voies ferrées de la gare.

## Origine du nom
Anciennement nommée Caserne Saint-Charles, elle porte actuellement le nom de Jean Baptiste de Félix du Muy.

## Historique
Construite sous le Second Empire en 1860 par le colonel du génie Guillemaud  (qui fut l'architecte de la caserne Napoléon à Paris)  la caserne du Muy est la réponse à des besoins multiples.
D'abord, Marseille étant un point de passage maritime stratégique, des besoins en hébergements militaires croissant ont nécessité la création de différentes casernes dans la ville. Après la Seconde Guerre mondiale, la caserne bien délabrée sert de centre de transit pour toutes les colonies françaises sauf celles d'Amérique et d'Afrique noire.   
De plus, la ville étant considérée comme décadente par le gouvernement de Napoléon III, la volonté d'asseoir la puissance de l’État dans la cité se fait sentir, notamment au travers de l'implantation de structures magistrales, comme le Palais du Pharo, le palais de la Bourse, ou encore la cathédrale de la Major.
S'ensuit donc l'amorce d'un projet de casernes, composé de la caserne du Muy, et des casernes Busserade, Masséna, Marceau, de Subsistance, d'une manutention militaire, ainsi que d'un champ de tir.
La SEITA construit quelques années plus tard, en 1866, une manufacture de tabacs, juste à côté de la caserne dans un grand bâtiment de 27 000 m2
En raison de l'abandon en 2012 de la caserne du Muy par l'armée, le bâtiment n'accueille plus d'usages permanents. Les intérieurs de l'aile ouest ont été refaits afin d'accueillir temporairement le tribunal d'instance de Marseille, avant d'être de nouveau laissés à l'abandon. Le ministère de la Justice envisage d'installer une salle d'audience modulaire et provisoire de 400 places dans la cour de la caserne pour accueillir les grands procès et les audiences du pôle social. Il a lancé en février 2020 un « consultation restreinte de conception-réalisation en vue de la passation d'un marché global » pour une durée de 6 à 7 ans.
Le 19 septembre 2022, le procès de l'accident de Millas s'ouvre devant la 6e chambre correctionnelle du tribunal judiciaire de Marseille, un des deux tribunaux habilitée à juger les accidents collectifs en France (avec Paris),. Le procès est qualifié de Procès hors-normes (PHN) en raison du nombre très important de parties civiles (plus de 120) et nécessite une salle spéciale qui a été aménagée dans l'enceinte de la caserne,.

## Polarités liées
Le développement du quartier des casernes est loin d’être autarcique. Le bâtiment du Muy étant un élément à dominante magistrale, et militaire de surcroît, il est très lié à l’évolution de trois sites importants de la ville de Marseille : le port, la gare Saint-Charles et la Manufacture de tabac.
En effet, une voie ferrée liant la gare Saint-Charles au port de la Joliette borde le quartier des casernes, liant ainsi les trois entités, et offrant des facilités de transport pour les troupes arrivant ou au départ de Marseille.
La présence de la gare a aussi beaucoup joué sur la forme du projet. Étant initialement souhaitée beaucoup plus modeste, la forme néo-classique de la caserne du Muy a été décidée lors de discussion avec la ville de Marseille, qui souhaitait mettre en avant des bâtiments magistraux pour valoriser la ville aux yeux des voyageurs empruntant la voie ferrée.
Bien qu'il n'existe pas de lien intime entre les deux entités que sont la Manufacture de tabac et la caserne, mais elles ont toutes deux eu un impact conséquent sur le quartier et son fonctionnement, et ont donc une relation implicite. Ce lien tout d’abord ténu lors de l’implantation sur un site à tendance domaniale, évoluera lors de la transformation graduelle vers un quartier populaire à vocation industrielle.

## Architecture
Le principe de la caserne du Muy repose sur le type linéaire en forme de U, et est composée de quatre pavillons situés aux extrémités, ainsi qu’aux articulations, et d’un pavillon central. Ces pavillons sont à base carrée d’environ vingt mètres de côté, et sont reliés par des ailes de seize mètres approximativement. La forme en U du bâtiment génère la place d’armes de soixante-quinze mètres de profondeur, mais il reste possible de circuler autour du bâtiment grâce à des vides dégageant des passages latéraux de neuf mètres de large, reliés par un passage arrière de vingt mètres de profondeur. Ce dernier passage est parallèle à la rue Masséna, qui se situe en contrebas du mur de soutènement de la restanque. Sur la partie Sud de la parcelle, une grille ferme l’enceinte, alors que la grande différence de hauteur des autres parties suffit à empêcher l’intrusion. Deux pavillons sont situés à droite et à gauche de l’entrée dans la parcelle, correspondant respectivement au corps de garde de police, et au logement du casernier.